# Joe Mattock
William Joseph "Joe" Mattock (nascido em 15 de maio de 1990) é um futebolista Inglês que atualmente joga como defensor no West Bromwich Albion. Ele representou a seleção da Inglaterra nos níveis Sub-15, Sub-16,Sub-17, Sub-18, Sub-19 e Sub-21. Ele cresceu na área Eyres Monsell de Leicester.a reputação de Mattock aumentou rapidamente em um período de dois anos,desde as categorias de base do Leicester até sua convocação para a seleção Sub-21 da Inglaterra.gamnhou seu primeiro título nos profissionais em abril de 2009,no Leicester.

## Carreira

### Leicester City
no começo da carreira,Matttock jogou no time sub-18 do Leicester,jogando ao lado de nomes como Ashley Chambers,Eric Odhiambo,Andy King e Max Gradel,além de jogar na Seleção sub-17 da Inglaterra. Ele fez parte da time Sub-18 que venceu a FA Premier League Academy ao vencer o Sunderland sub-18 por 4-3 nos pênaltis na temporada 2006-07.
Ele fez sua estreia profissional no Leicester em uma derrota em casa por 2-1 diante do Norwich City, em 14 de abril de 2007, substituindo Gareth McAuley na lateral esquerda,aos 33 minutos do segundo tempo. lhe foi dado o número 30,camisa usada no ano anterior por outro jovem promissor, James Wesolowski.Mattock jogou em mais três jogos como titular,contra Birmingham City, Preston North End e Barnsley, durante o encerramento da temporada 2006-07.Em 9 de novembro de 2007, durante a temporada 2007-08, Mattock assinou um novo contrato de três anos com o Leicester.  O clube rejeitou uma oferta de um clube anónimo da Premier League para Mattock em 14 de janeiro de 2008  (mais tarde revelado ser o West Ham United).  Após o rebaixamento do Leicester na temporada 2007-08, o Aston Villa ficou interessado em Mattock e no então companheiro Richard Stearman.  Embora Stearman fosse para o Wolverhampton na janela de transferências de julho, Mattock permaneceu no clube por mais uma temporada.
Mattock sofreu lesão nos ligamentos no tornozelo esquerdo em um jogo da Taça da Liga contra o Stockport County, em 12 de agosto de 2008.Felizmente, não houve fratura, o que significa que ele estaria fora por várias semanas, em vez de meses.  Em 28 de Agosto, três dias antes do encerramento da janela de transferências, Leicester rejeitou sete ofertas  de dois clubes anônimos por Mattock.  Ele marcou seu primeiro gol sênior em uma vitória por 2-0 sobre o Yeovil Town em 19 de janeiro de 2009. o Leicester ganhou a Coca-Cola League 1,subindo para a Coca-Cola Championship, com Mattock no elenco, uma conquista que ele descreve como um "sonho que se tornou realidade." 

### West Bromwich
Em 6 de agosto, quando em serviço da seleção sub-21 da Inglaterra, Mattock foi informado por seu agente que o West Bromwich Albion estava interessado nele.Ansioso para sair do Leicester, ele fez um pedido de transferência através do presidente Milan Mandaric, enfurecendo o técnico Nigel Pearson. Ele assinou um contrato de três anos com o West Brom, quatro dias depois por um valor não revelado, citando a possibilidade de jogar em um "grande  clube ", como sua motivação para deixar o Leicester. Mattock fez sua estreia pelo West Bromwich com uma vitória por 2x0 contra o Bury pela Taça da Liga.